# 顏元

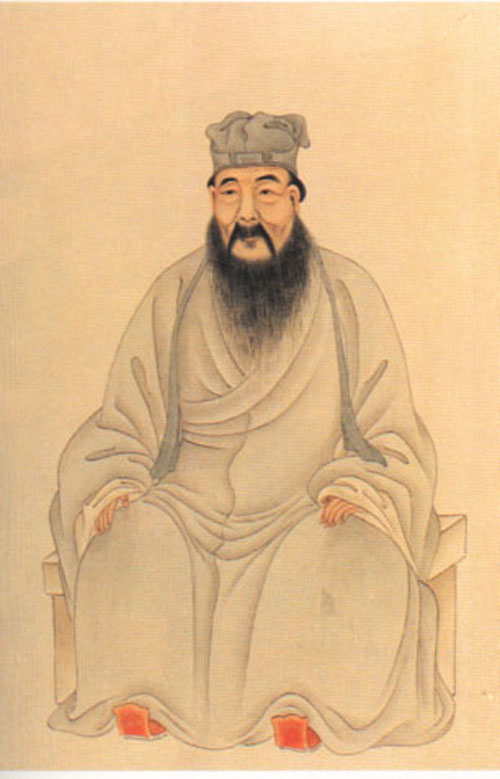
《清代学者象传》第二集之颜元像

顏元（1635年—1704年），字易直，又字渾然，號習齋，直隶博野（河北安國縣東北）人，明末清初思想家、教育家，顏李學派（“李”指颜元的学生李塨）的創始者。

## 生平
顏元的父親颜昶曾被蠡縣一位小官吏朱九祚收為養子。顏元生在朱家，原名朱邦良，為蠡縣人，後其父颜昶因與朱家失和，於明朝末年顏元四歲時，隨清兵逃往關外。其母王氏因夫去杳無音訊，於顏元12歲時改嫁。顏元便同其養祖父母一起生活。養祖母去世，顏元代父居喪，行朱子「三日不含，朝夕哭」的家禮，飢餓哀毀幾至於死。這使得顏元逐漸產生反理學的思想。
顏元青年時曾從事「耕田灌園」，晚年在肥鄉县漳南書院任教。在學術上和學生李塨創立顏李學派，提倡並實用主義。顏元創立的學派和官方提倡的程朱理學不同，主張讀書的目的應該是「經世致用」，而非一味「格物致知」，自尋自證「天理」。五十七歲時候，南遊河南，發現「見人人禪子，家家虛文，直與孔門敵對。必破一分程朱，始入一分孔孟，乃定以為孔孟、程朱兩途」。他說：「八股之害，甚於焚坑」“其闢佛老，皆所自犯不覺”，朱子的學術不過是“禪宗、訓詁、文字、鄉愿四者集成一種人”，「千百年來，率天下入故紙中，耗盡身心氣力，作弱人，病人，無用人者，皆晦庵為也！」。

## 著作
着有《存学编》四卷，《存性编》二卷，《存治编》一卷，《存人编》四卷，《朱子语类评》一卷，《礼文手钞》五卷，《四书正误》六卷，《习斋记余》十卷等。

## 影响

### 民国时期的四存学会
1920年，在总统徐世昌的支持下，北京成立“四存學會”，研究与弘揚顏習齋的學術思想。所謂“四存”乃是以顏習齋四部書，即存性、存人、存學、存治而得名。1921年在北京府右街建立了一所“四存中學”，並在顏習齋的故里河北省博野縣楊村建立一所“四存小學”，1929年由失意政客張蔭梧任校长，后改造为四存中學。1937年抗日战争爆发，張蔭梧以该中学为核心组织河北民间抗日武装，自称河北民军，后被八路军兼并。抗战胜利后，張蔭梧在北平经营“習齋學會”。1949年1月共軍進入北平，认为張蔭梧有组织暴动的嫌疑，于2月15日将其秘密逮捕，5月27日病死于清河囚犯集训队。